# عبد الله بن صالح بن جمعة
عبد الله بن صالح بن جمعة الدوسري الرئيس السابق لأرامكو السعودية وكبير الإداريين التنفيذيين وكان يشغل عبد الله بن صالح بن جمعة منصب الرئيس وكبير الإداريين التنفيذيين لشركة الزيت العربية السعودية (أرامكو السعودية) التي تدير أكبر احتياطي مؤكد من الزيت في العالم كما أنها أكبر شركة منتجة للزيت الخام في العالم.
ولد عبد الله بن صالح بن جمعة في مدينة الخبر بالمنطقة الشرقية في المملكة العربية السعودية، ودرس العلوم السياسية في الجامعة الأمريكية في كل من القاهرة وبيروت، ثم أكمل برنامج التطوير الإداري في جامعة هارفارد في مدينة كامبردج، بولاية ماساتشوستس الأمريكية. وقد بدأ حياته العملية في الشركة عام 1968م، وتم اختياره نائبا للرئيس لشبكات الطاقة الكهربائية في عام 1981م قبل أن يصبح نائبا أعلى لرئيس الشركة ثم نائبا تنفيذيا للرئيس للأعمال الدولية. وفي عام 1995م، تم تعيينه رئيسا لأرامكو السعودية وكبيراً لإدارييها التنفيذيين. ومنذ توليه دفة الأمور في الشركة، قاد الأستاذ عبد الله جمعة سلسلة من التوسعات الكبيرة في مجال التكرير والمعالجة والتسويق وأعمال الغاز في الشركة، وتحولت أرامكو السعودية تحت قيادته إلى شركة عالمية متكاملة في مجال أعمال الزيت والغاز، مؤكدة توجهها الاستراتيجي للمحافظة على مكانتها المتميزة كأكبر مصدر للطاقة في العالم.
في عام 2003م، اختارت مجلة «فورتشن» الأستاذ جمعة كأحد أبرز الشخصيات المؤثرة في مجال الأعمال في العالم، كما عينه المنتدى الاقتصادي العالمي قائداً لمجتمع الطاقة في شهر يناير من عام 2005م. وقد اختير عبد الله جمعة لجائزة أفضل شخصية تنفيذية في مجال البترول لعام 2005م. وفي شهر مارس 2007م، تم اختياره نائبًا لرئيس المجلس الاستشاري الدولي لجامعة الملك فهد للبترول والمعادن في الظهران بالمملكة العربية السعودية، كما منح شهادة الدكتوراة الفخرية من جامعة هانكوك في سيؤول بجمهورية كوريا الجنوبية في شهر أبريل 2007م. وفي شهر ديسمبر 2007م، عيّنه خادم الحرمين الشريفين الملك عبد الله بن عبد العزيز أحد أعضاء اللجنة العليا لمدينة الملك عبد العزيز للعلوم والتقنية، وهي اللجنة المشرفة على المدينة في مهمتها الرامية إلى تشجيع الأبحاث العلمية التطبيقية ودعم مسيرة التقدم الاقتصادي والاجتماعي في المملكة. تقاعد الأستاذ جمعة في نهاية 2008 بعد خدمة 40 سنة للشركة قضى منها 14 عامًا رئيسًا لها.[1]
في 5 رجب 1443هـ الموافق 6 فبراير 2022م، أصبح بن جمعة رئيساً لمجلس إدارة البنك السعودي للاستثمار، وذلك عقب قرار مجلس الإدارة المنتخب خلال اجتماعه المنعقد بتاريخ 1 رجب 1443هـ الموافق 2 فبراير 2022م، باختياره وصدور عدم ممانعة البنك المركزي السعودي.

## الحياة الشخصية
يعرف عن الأستاذ عبد الله جمعة نهجه الابتكاري في العمل واهتمامه الكبير بإعداد القادة. كما أنه رياضي سابق ومشارك فعال في دعم الخدمات الاجتماعية التطوعية. وله، كذلك، اهتماماته الشخصية المتنوعة والمتعددة ما بين السير لمسافات طويلة إلى القراءة المتعمقة في الأدب والثقافة.